# Thomas Graham
Thomas Graham FRS (Glasgow, 20 de desembre de 1805 - 16 de setembre de 1869), químic britànic, conegut per les seves investigacions en la difusió de gasos i líquids i en la química dels col·loides.
Va estudiar en les universitats d'Edimburg i la seva ciutat natal. Va ensenyar química en Glasgow i en el University College de la Universitat de Londres. Des de 1855 fins a la seva mort va ser director de la Real Fàbrica de Moneda.
Graham va demostrar que la velocitat de difusió d'un gas és inversament proporcional a l'arrel quadrada de la seva densitat, relació coneguda en l'actualitat com llei de Graham. En el camp de la química dels col·loides va ser el primer a distingir entre aquests i els cristal·loides. Va descobrir el mètode de la diàlisi per a separar els col·loides d'una sèrie de solucions.